# Cát đằng thơm
Cát đằng thơm (danh pháp khoa học: Thunbergia fragrans) là một loài thực vật có hoa trong họ Ô rô. Loài này được William Roxburgh miêu tả khoa học đầu tiên năm 1796.

## Hình ảnh

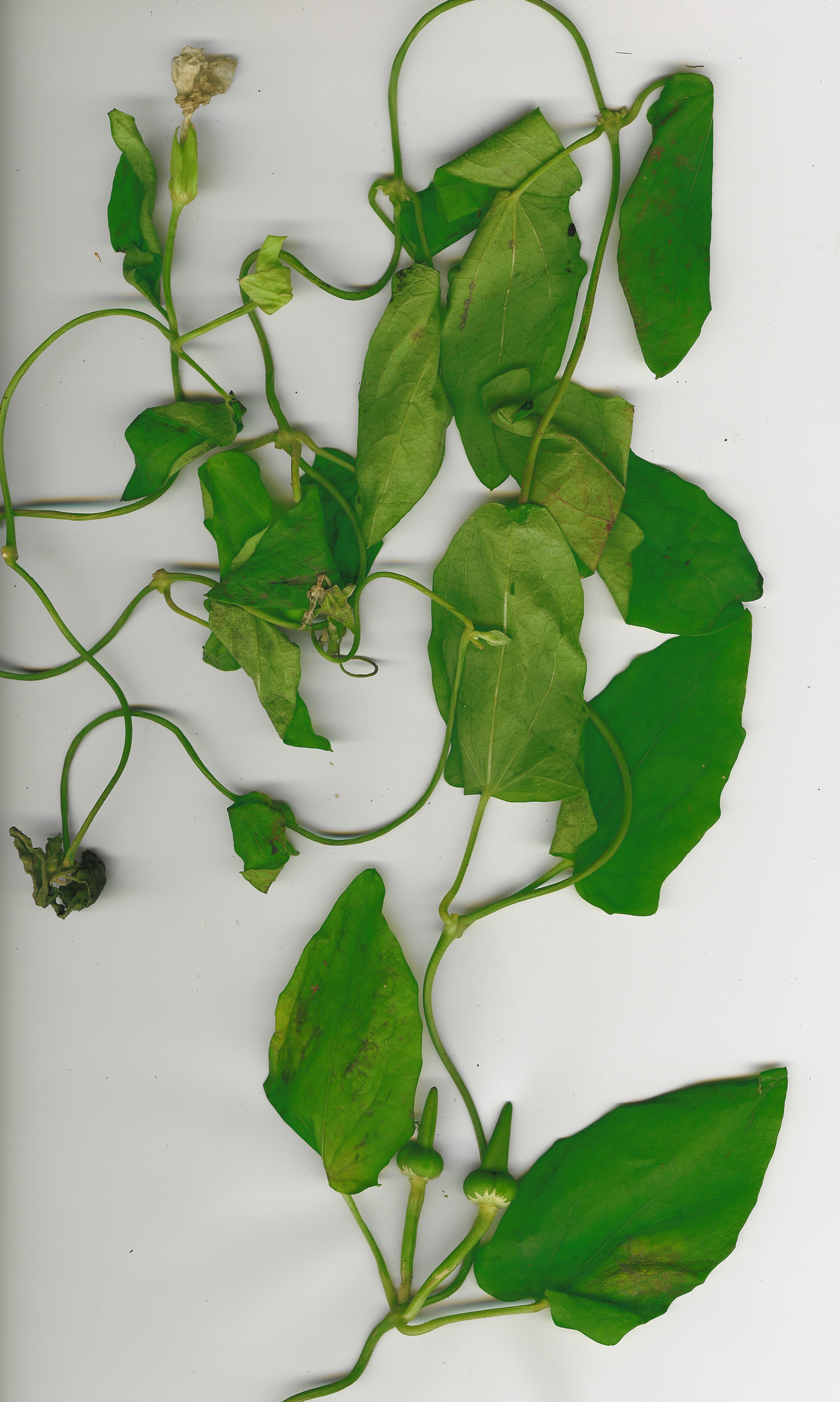
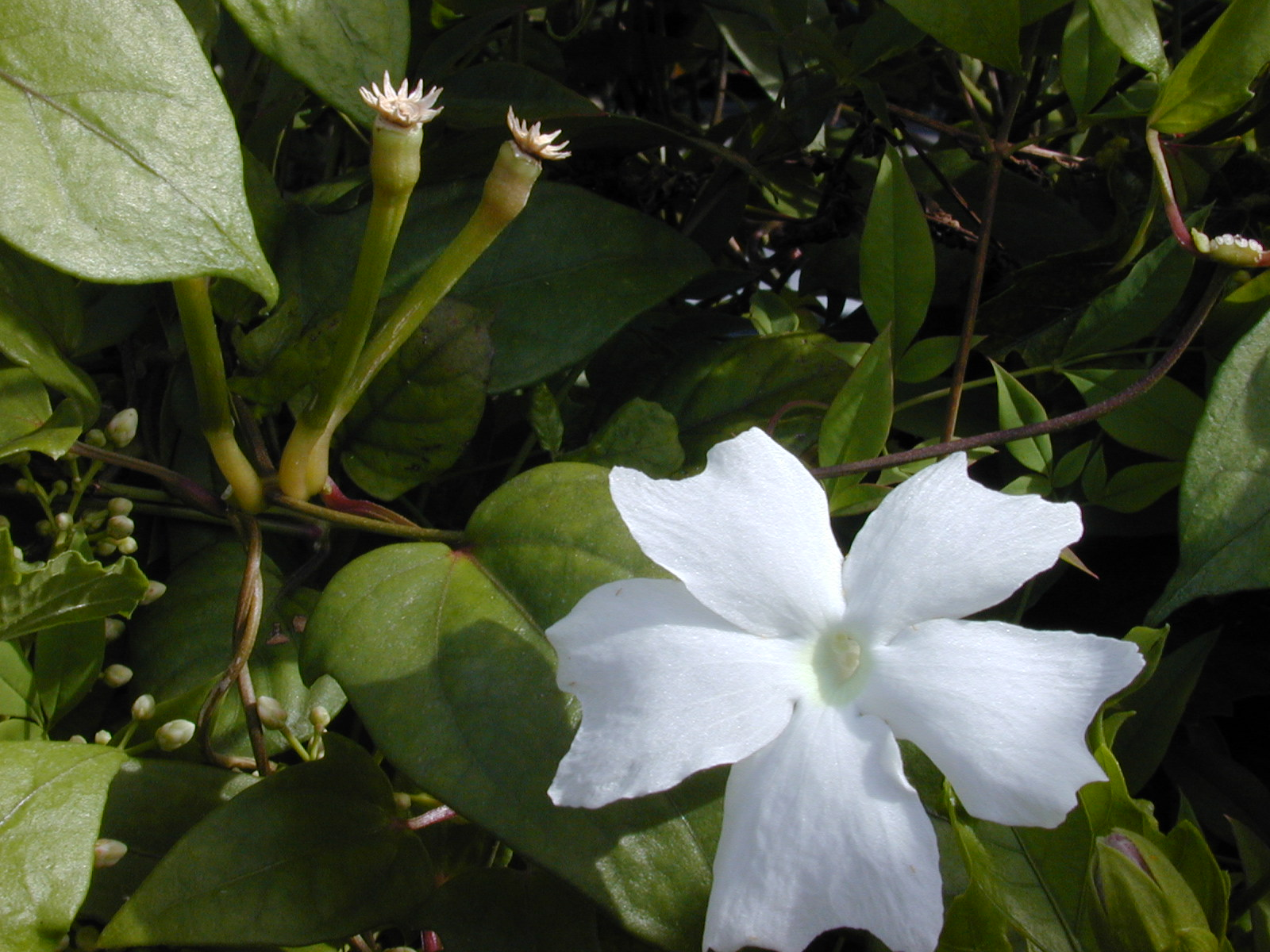